# Far Cry (trò chơi điện tử)
Far Cry là một tựa game bắn súng góc nhìn người thứ nhất được phát triển bởi Crytek và phát hành bởi Ubisoft vào ngày 23/3/2004 trên hệ điều hành Microsoft Windows. Tựa game là phần đầu trong sê-ri Far Cry. Far Cry đã bán được 730,000 bản chỉ nội trong vòng bốn tháng kể từ thời điểm phát hành. Tựa game nhận được phản ứng tích cực của giới chuyên môn. Trước sự thành công của phiên bản đầu tiên này, nhiều phiên bản spin-off đã được phát triển.

## Sơ bộ về trò chơi

### Bối cảnh
Tựa game theo chân một nhân viên của Lực lượng đặc nhiệm Hoa Kỳ bị mắc kẹt trên một quần đảo bí ẩn mang tên Jack Carver. Anh phải tìm kiếm một nữ phóng viên mà anh đã hộ tống đến đây, sau khi thuyền của họ bị phá hủy. Tựa game có bao gồm cả những việc như sáng chế vũ khí sinh học và thay đổi cấu trúc gen của cư dân đảo, với ví dụ rõ nhất là những sinh vật dị dạng trên đảo được tạo nên bởi tên tiến sĩ điên mang tên Krieger.
Địa hình trong Far Cry phân bố với nhiều thể loại. Lấy bối cảnh ở một quần đảo ở Thái Bình Dương, quang cảnh trong game bao gồm những bãi biển, rừng mưa, những hẻm núi cao, hầm mỏ, đầm lầy, và thậm chí là cả núi lửa. Nhiều chi tiết của game từ những căn chòi trên biển đơn giản đến những trại quân đội, đền chùa dưới lòng đất hay những phòng nghiên cứu hiện đại được xây dựng một cách phức tạp. Một vài trong số những mê cung này được dựa trên pháo đài của quân Nhật từ Thế chiến thứ hai.

### Cốt truyện
Jack Carver đã bỏ lại quá khứ đen tối lẫn bí ẩn của anh và rời bỏ xã hội để điều hành một cơ sở cho thuê thuyền nhỏ ở Nam Thái Bình Dương. Anh được một người phụ nữ tên Val Cortez thuê để đưa cô ấy đến một hòn đảo kì bí ở Micronesia một cách bí mật. Sau khi Val dùng một chiếc canô để tự đi, thuyền của Jack bị thổi bay bằng một quả tên lửa. Với sự giúp đỡ từ một người đàn ông tên Doyle, Jack đi qua nhiều hòn đảo, chiến đấu với bọn lính đánh thuê mong tìm ra người nữ phóng viên. Qua cuộc chạm trán với Trigen (Những con quái vạt bị biến đổi gen) và từ thông tin từ Doyle, Jack sớm khám phá ra rằng hòn đảo là một phần của một thí nghiệm khoa học về biến đổi gen, tài trợ bởi tập đoàn sinh học Krieger và được dẫn đầu bởi tiến sĩ Krieger, giám đốc điều hành của tập đoàn Krieger.
Tiếp tục tiến sâu vào game, sự thật càng được hé lộ rằng những con Trigen đã bị xổng ra, đang dần trở thành một vấn đề quá lớn đối với bọn lính đánh thuê, và rằng những thí nghiệm kia không chỉ dừng lại ở việc thí nghiệm trên linh trưởng, mà còn chính trên những tên lính. Khi Jack đuổi kịp Val, cô ấy đang bị bắt đi đến một vùng khác trên một chiếc trực thăng, và may mắn thay, tiến trình đã bị anh chặn lại. Sau khi bơi vào bờ, Val tiết lộ rằng cô là một đặc vụ CIA đang trên đường điều tra về thí nghiệm của tiến sĩ Krieger.
Sau khi được giải thích thêm, Jack lại phải giải cứu Val trong khi những con Trigen trốn thoát và bắt đầu chống lại những tên lính đánh thuê trên đảo. Sau khi giải cứu Val, họ lại chia ra và rồi gặp lại khi Jack giết người đứng đầu bọn lính - Crowe. Thông tin mà Crowe nắm giữ chỉ ra rằng Krieger đã chế tạo một quả tên lửa hạt nhân trên đảo, và hắn ta định dùng nó như phương án cuối cùng để che giấu hành tung của mình khỏi bị điều tra.
Sau khi Trụ sở quốc phòng (Department of Defense) phân tích tình huống, Jack và Val ăn trộm thứ vũ khí hạt nhân kia, bất chấp sự phản đối của Jack. Trước khi vào nhà máy, Doyle cảnh báo rằng những dị biến sẽ ảnh hưởng đến họ khi vụ nổ xảy ra, và khuyên họ dùng huyết thanh kháng sinh trước kì kích hoạt đầu đạn. Khi đã ở trong nhà máy, họ làm theo và kích hoạt nó, thế nhưng cái đầu đạn nổ ngay khi họ rời khỏi cửa, khiến Jack và Val bất tỉnh.
Trong khi họ vẫn bất tỉnh, Krieger bắt họ trước khi hắn trở về căn cứ của mình. Jack, bị ném khỏi máy bay trực thăng, phải băng qua vùng bị nhiễm phóng xạ của Trigen và giải cứu Val, thoát khỏi hòn đảo với cái hồn chưa lìa khỏi xác. Khi gần tiến tới khu vũ khí của bọn lính đánh thuê, Jack nhận thấy rằng Tay mình đang dần chuyển thành màu xanh. Doyle trả lời rằng nồng độ nhiễm phóng xạ trong không khí có thể quá mạnh so với liều kháng sinh, thế nhưng Kreiger đang phát triển một cách chữa trị ở một phòng thí nghiệm gần đó. Jack được chỉ dẫn để tìm tay bác học, người đã tự tiêm nhiễm kháng thể đột biến vào người mình thế nhưng lại bị Jack đánh bại ngay sau đó.
Trước khi trút hơi thở cuối cùng Kreiger tiết lộ rằng không có huyết thanh kháng thể nào cho quá trình đột biến cả. Doyle nói rằng liều thuốc họ dùng trước đó có chứa cả những ki khuẩn đột biến, và rằng hắn ta sẽ bán công thức biến đổi này ra chợ đen trước khi chạy trốn. Sau khi chiến đấu qua một đoàn Trigen, Jack đuổi kịp Doyle và giết hắn. Jack sau đó trốn thoát trước khi ngọn núi lửa phun trào ở đại bản doanh của Kreiger. Anh và Val được chữa khỏi và cùng nhau trốn thoát trên một con thuyền

## Lối chơi
Khu rừng mưa nhiệt đới trong game cung cấp cho cả người chơi lẫn kẻ thù chỗ nấp để ẩn náu. Kẻ thù phản ứng một cách sinh động đối với chiến thuật và hành động của người chơi. Nếu một tên lính đơn thương độc mã phát hiện ra Jack, hắn ta sẽ thường chạy đi để tìm cứu viện, cảnh báo với bọn lính đánh thuê bằng súng bắn pháo hiệu. Kẻ thù sẽ phốt hợp với nhau để áp sát, bao vây từ nhiều phía và bắn dụ người chơi, khiến chúng có lợi thế chiến thuật đối với Jack, người mà đổi lại có thể phát hiện kẻ thù và đánh dấu chúng trên bản đồ của mình bằng một chiếc ống nhòm đặc biệt có khả năng nghe lại cuộc đối thoại của quân địch bằng cách chỉ chiếc ống nhòm về phía chúng.
Môi trường trong trò chơi bao gồm đất liền, biển cả, những tòa nhà,... Người chơi có khả năng nhảy, chạy, ngồi và bò, cũng như khả năng nhìn gần như tất cả mọi hướng.
Âm thanh đóng một vai trò quan trọng trong gameplay tổng thể. Ví dụ như, vị trí của quân địch có thể được xác định bằng cách nghe tiếng bước chân của chúng.
Xuyên suốt tựa game, người chơi có thể bắt gặp nhiều loại vũ khí để lựa chọn, bao gồm cả những khẩu súng liên thanh đến lựu đạn.

### Tính chất của mỗi Màn chơi
Màn chơi được thiết kế mở để người chơi có thể hoàn thành mục tiêu bằng nhiều cách khác nhau. Khi ngoài trời, người chơi có thể thấy một con đường tương đối đơn giản để hoàn thành mục tiêu, thế nhưng không nhất thiết là phải dùng cách đó. Địa hình rừng rậm trong mỗi màn chơi cố gắng hướng người chơi khám phá mọi lối đi, cho phép họ biết được nhiều chỗ nấp để đột kích, hay thậm chí là hoàn toàn nắm bắt được tình hình quân địch (đủ thời gian để lên kế hoạch). Tuy nhiên, trong những màn chơi trong nhà, thiết kế màn chơi lại hướng cho người chơi một lối chơi tuyến tính truyền thống hơn.

### Chơi mạng
Mục chơi mạng của Far Cry bao gồm ba chế độ chơi chính: Deathmatch, Team Deathmatch và 'Assault' - Một chế độ chơi tấn công/phòng thủ nơi mà một đội phải bảo vệ ba cứ điểm và đội còn lại phải chiếm đóng chúng.

## Đánh giá
Far Cry nhận được những đánh giá từ mức trung bình cho đến tốt. Những trang đánh giá tổng hợp GameRankings và Metacritic cho phiên bản máy tính 89.83% và 89/100, phiên bản Xbox 360 50.00% và 58/100 và phiên bản PlayStation 3 45.00%

## Đồ họa
Crytek đã phát triển một game engine mới mang tên CryEngine cho Far Cry. Theo như được thông báo, tựa game lúc đầu từng là một bản demo mang tên X-Isle: Dinosaur Island được làm bởi Crytek để trình diễn khả năng xử lý của card đồ họa NVIDIA GeForce3. Tựa game bao gồm những tính năng như tầm nhìn xa hay draw distance, tương tự như của Operation Flashpoint, nhưng có một hệ thống lọc tiên tiến hơn cho thảm thực vật của game. Tất cả lãnh thổ của kẻ thù trong từng màn chơi đều có thể xâm nhập dễ dàng bởi người chơi mà không có màn hình tải game. Engine của game được thiết kế để tạo nên những đoạn chuyển tiếp gần như không thể cảm nhận được giữa môi trường trong và ngoài nhà
Bản vá 1.3 của game giới thiệu tới người chơi hệ thống lọc tầm nhìn cực xa (High Dynamic Range Rendering) trong CryEngine.

## Những phiên bản khác

### Phiên bản miễn phí và Classic
Vào 1/9/2007, Ubisoft tung ra một phiên bản chỉ gồm phần chơi đơn miễn phí trên trang web Tập tinplanet. Theo như Ubisoft, thì phiên bản này không còn được phát hành nữa.
VÀo ngày 10/6/2013, Ubisoft giới thiệu rằng Far Cry Classic sẽ được đưa lên XBLA như một phần của Microsoft's 2013 Summer Arcade. Tựa game đã bị hoãn lại cho đến 12/2/2014. Far Cry Classic là một phiên bản làm lại trên độ phân giải cao cho PlayStation 3 và Xbox 360. Tựa game được phát hành như là một phiên bản độc lập và là một phần của gói Far Cry: The Wild Expedition.

### Spin-off
Vào ngày 8/4/2004, Ubisoft giới thiệu Far Cry Instincts cho hệ máy Xbox, GameCube và PlayStation 2. Far Cry Instincts không phải là một bản port chính gốc từ phiên bản đầu tiên, được thiết kế dành riêng cho các hệ console. Tựa game có một lối chơi tương tự như phiên bản máy tính và cũng dùng cùng một engine, thế nhưng khi so sánh, Instinct ít mở hơn và cũng tuyến tính hơn, do sức mạnh phần cứng của các hệ máy kia làm giảm đi khả năng lọc tầm nhìn. Tuy nhiên, Instincts bổ sung thêm nhiều chế độ chơi mạng mới, vũ khí lẫn khả năng cầm súng hai tay cũng như tính năng Feral là một phần của cốt truyện. Phiên bản cho PlayStation 2 và Gamecube sau đó bị hủy. Far Cry Instincts được độc quyền cho Xbox và được phát hành ở thị trường Bắc Mỹ vào ngày 27/9/2005.
Vào ngày 28/3/2006, Ubisoft phát hành một hậu bản mang tên Far Cry Instincts: Evolution cho Xbox, thế nhưng lại được đón nhận kém nhiệt tình hơn so với phiên bản đầu Far Cry. Vào cùng ngày, Far Cry Instincts: Predator được phát hành, bao gồm cả hai phiên bản Instincts và Evolution và có thể chạy được trên độ phân giải cao HD 720p hoặc 1080p. Evolution bao gồm một phần chơi chiến dịch mới ngắn hơn so với phần chơi của Far Cry Instincts. Cốt truyện tập trung vào công việc của Jack Carver cho một người phụ nữ tên Kade, khiến anh bị truy nã bởi chính quyền địa phương sau một vụ mua bán vũ khí bất thành. Jack một lần nữa gặp lại Doyle, và chiến đấu với một chiến binh bản địa mang tên Semeru, người có cùng năng lực "Feral" như Jack.
Một tựa game dựa trên thương hiệu này cũng đã được phát hành như là một phần của dòng game cho hệ máy Wii (Far Cry Vengeance). Trong phiên bản Wii, điều khiển Wii có tác dụng như những nút bấm trong các bản game trước, bao gồm cả việc lái xe cộ, bắn nhau và chạy.

### Hậu bản
Vào năm 2008, Far Cry 2 được phát hành bởi Ubisoft, thế nhưng lại được Ubisoft Montreal phát triển thay cho Crytek.
Vào ngày 6/6/2011, Far Cry 3 được Ubisoft giới thiệu tại E3 2011 ở Los Angeles, Carlifornia. Một bản demo của tựa game cũng đã được trình chiếu. Một đoạn phim quảng cáo được tung ra vào ngày 15/2/2012, thông báo rằng tựa game sẽ được phát hành và ngày 7/9/2012. Far Cry 3 được phát hành vào ngày 4/12/2012.
Far Cry 4 là một tựa game bắn súng góc nhìn người thứ nhất thế giới mở đã được ra mắt và được phát triển chủ yếu bởi Ubisoft Montreal cùng sự giúp sức của Ubisoft Red Storm, Ubisoft Toronto, Ubisoft Shanghai và Ubisoft Kiev, được phát hành bởi Ubisoft cho các hệ Microsoft Windows, PlayStation 3, PlayStation 4, Xbox 360 và Xbox One. Tựa game đã được phát hành vào tháng 11 năm 2014.

### Phim
Vào ngày 2/10/2008, một bộ phim mang tên Far Cry dựa trên dòng game được phát hành ở Đức và sau đó là ở Mỹ vào ngày 17/12/2008.